# Ceratocuma cyrtum
Ceratocuma cyrtum is een zeekommasoort uit de familie van de Ceratocumatidae. De wetenschappelijke naam van de soort is voor het eerst geldig gepubliceerd in 1980 door Bishop.